# Repubblica rossa di Caulonia
comu fu lu fattu, scumparìu»
(Poesia in dialetto calabrese di Pasquale Cavallaro)
La cosiddetta Repubblica Rossa di Caulonia nacque il 6 marzo 1945, sotto la guida del sindaco di Caulonia, Pasquale Cavallaro, insegnante elementare, ex seminarista, iscritto dal 1943 al Partito Comunista Italiano, ed ebbe brevissima durata.
La rivolta che portò all'instaurazione della Repubblica scaturì dalle proteste e tumulti dei contadini, soggetti ancora a potenti proprietari terrieri che intendevano conservare i privilegi detenuti ai tempi del fascismo e più in generale sin dai tempi post-unitari con la riforma fondiaria che fece ottenere ai latifondisti gran parte delle terre già di proprietà della Chiesa tramite la legge del 7 luglio 1866, che dispose l'incameramento e la "vendita" al libero commercio e alla coltivazione dei beni della manomorta ecclesiastica.

## I prodromi
Nel gennaio del 1944 il prefetto di Reggio Calabria nomina Pasquale Cavallaro sindaco di Caulonia, paese in cui si faceva sempre più aspro lo scontro tra braccianti e agrari, a causa delle misere condizioni economiche nelle quali versavano all'epoca i contadini.
Per le strade del paese, alcuni gruppi di "partigiani" del Sud capeggiati dal figlio del sindaco, Ercole Cavallaro, iniziano a infliggere violenze: viene assaltata la cascina dell'ex console fascista Nestore Prota; nella stessa occasione viene ferito Pasqualino Roda, un ragazzo che si trovava lì per caso; l'agricoltore Antonio Ocello, accusato di aver messo su un gruppo di reduci fascisti al Nord, viene sottoposto alla roulette russa; il parroco don Giuseppe Rotella, che aveva preso posizione contro le violenze, viene picchiato a sangue con mazze ferrate.

## Lo svolgimento

Pasquale Cavallaro, presidente della Repubblica rossa di Caulonia

Il 5 marzo 1945, in seguito a queste angherie, Ercole Cavallaro viene denunciato e arrestato.
Le pressioni del padre per liberare il figlio danno il via alla rivolta del paese: il giorno seguente lo stesso Cavallaro occupa la sede del telegrafo, l'ufficio postale e la caserma dei Carabinieri Reali con un gruppo di fedelissimi.
Nel momento in cui sul campanile della chiesa viene issata la bandiera rossa con falce e martello viene proclamata la "Repubblica Rossa di Caulonia" e immediatamente il PCI viene messo al corrente con un telegramma.
In tutto il paese, intanto, si susseguono eventi raccapriccianti ad opera dei cosiddetti "caulonisti": viene torturato e frustato il notaio, costretto a portare scalzo carichi di sassi pesanti; stessa sorte per l'ingegnere Ilario Franco, le cui ferite vengono tamponate con aceto e sale; alcune donne, tra cui Anna Curtale, Rosa Petrone, Maria Murdocco e Maria Mazza, vengono violentate e stuprate; anche l'operaio Vincenzo Niutta, il calzolaio Raffaele Lucano e il giornalaio Gabriele Lavorata subiscono violenze da parte dei rivoltosi con la coccarda rossa sul petto.
Prima dell'arrivo delle forze di polizia da Reggio Calabria alcuni "caulonisti", dopo essere entrati nella casa del parroco don Gennaro Amato (vecchia conoscenza del sindaco Cavallaro ai tempi del seminario), lo uccidono con una scarica di mitra.

## La fine della Repubblica rossa
La rivolta si estese in poco tempo anche ai comuni limitrofi, anche se durò appena cinque giorni, poiché il 9 marzo venne sedata.
Ciononostante, la risonanza in campo internazionale fu grande, tanto che Stalin durante una trasmissione di Radio Praga disse che «ci voleva un Cavallaro per ogni città».
In quel breve lasso di tempo i contadini, protagonisti della rivolta, proclamarono più volte la repubblica e istituirono un esercito popolare e un tribunale del popolo.
Anche Corrado Alvaro nel suo libro Mastrangelina descrisse così gli avvenimenti:
Inizialmente venne sostenuta dal PCI locale; successivamente, dopo l'uccisione del parroco Gennaro Amato, i rivoltosi vennero isolati e rapidamente disarmati. Il 15 aprile 1945 Cavallaro si dimise da sindaco.

## Il processo
Il 23 giugno 1947, i 365 partecipanti alla sommossa furono accusati davanti al tribunale di Locri di: costituzione di bande armate, estorsione, violenza a privati, usurpazione di pubblico impiego e omicidio.
Grazie all'amnistia Togliatti quasi tutti riuscirono a evitare la condanna tranne tre persone: Ilario Bava e Giuseppe Menno, responsabili dell'uccisione di don Gennaro Amato, e Pasquale Cavallaro, mandante dell'omicidio. Subito dopo il processo decine di contadini vennero picchiati a sangue e quattro lavoratori morirono per le torture e le violenze subite.